# Palakkad (district)
Le district de Palakkad est l'un des quatorze districts de l'État du Kerala en Inde. 

## Géographie

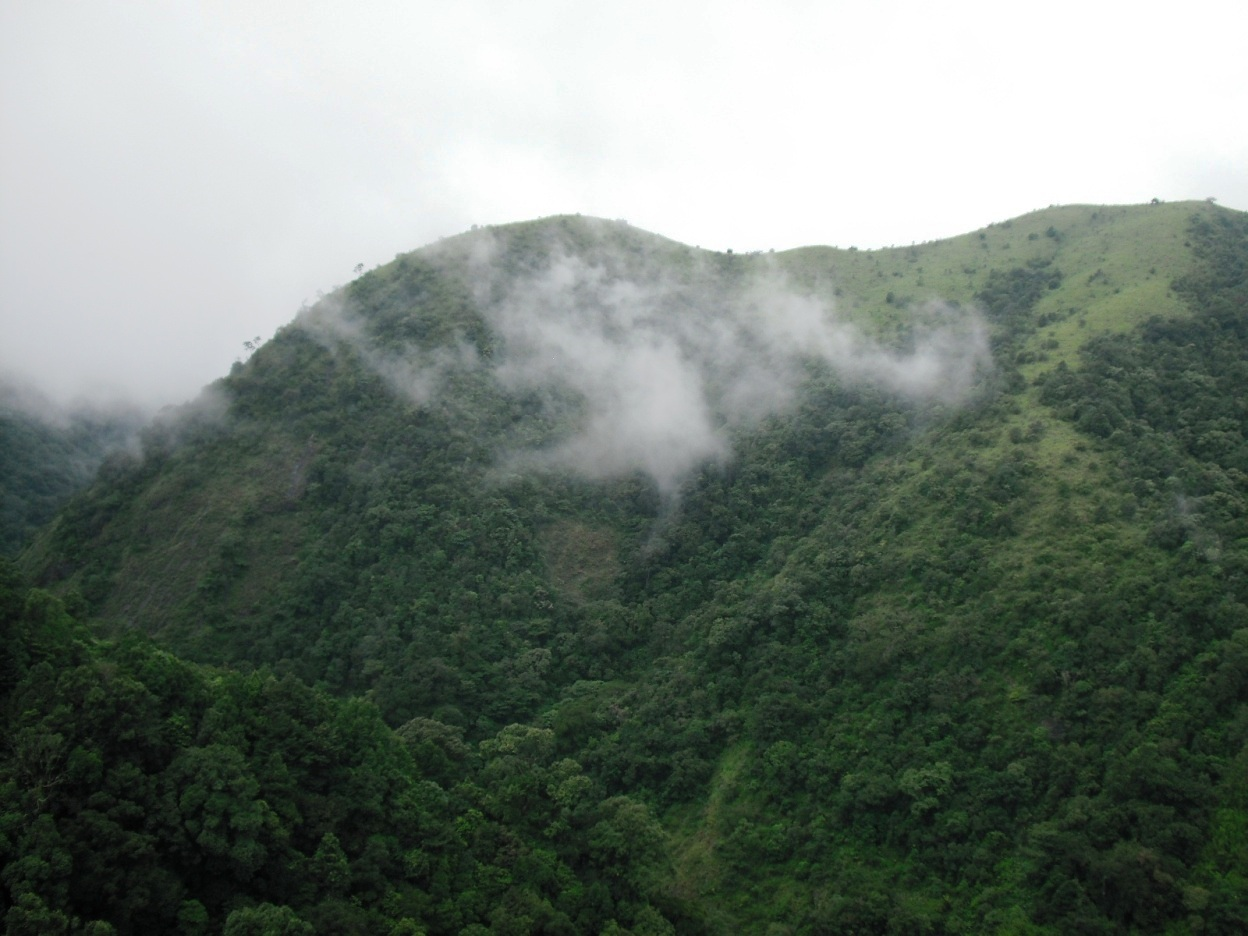
Le Parc national de Silent Valley, classé au patrimoine mondial sous le site Ghâts Occidentaux.

Le district est au centre de l’État du Kerala. Son chef-lieu est la ville de Palakkad. Le district est d'une superficie de 4 482 km2 dont près d'un tiers est de la forêt.
Sa population de 2 809 934 habitants, est rurale à 85,91 %. Palakkad est le district le plus grand du Kerala, comprenant plus de 11,5% de l'ensemble du territoire de celui-ci.
Le district est bordé au nord-ouest par le district de Malappuram et au sud-ouest par le district de Thrissur. Les frontières orientales sont formées avec l'état du Tamil Nadu, plus précisément le district des Nilgiris au nord-est et le district de Coimbatore à l'est et au sud-est.

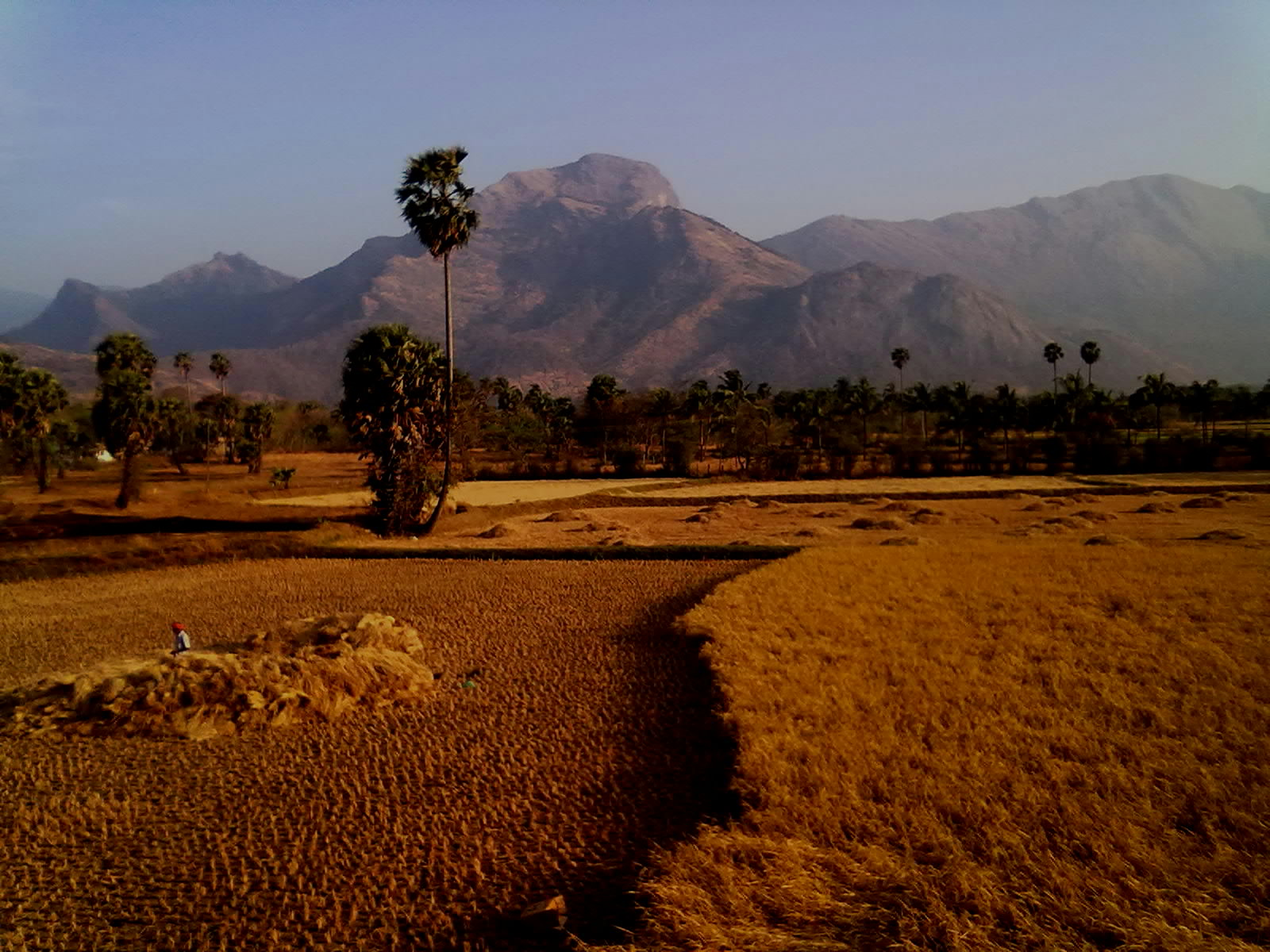
Moisson dans les champs, dominés par les palmiers et les montagnes.

Le relief de la région est emblématique, Palakkad étant majoritairement formée par la trouée de Palghat, une dépression scindant les Ghâts Occidentaux en deux, avec le massif des Nilgiris au nord et le massif des Annamalais au sud, séparés par une plaine formée par le fleuve Bharathapuzha.  
Les principales zones protégées du district sont le célèbre parc national de Silent Valley, qui protège une des dernières forêts vierges d'Inde, le sanctuaire de Parambikulam, abritant une population de tigre, le sanctuaire des paons de Chulannur et la réserve forestière d'Attapadi.  

### Climat
D'une température stable et chaude au cours de l'année, avec un climat tropical, le district est largement irrigué par une quantité de rivière affluents de la Bharathapuzha et de nombreux barrages dont les plus importants sont le Malampuzha et le Parambikulam. Le district a la particularité de jouir des deux moussons annuelles, celle d'été, qui occurre dans le reste de l'état, ainsi que celle d'hiver, qui s'abat uniquement ici et au Tamil Nadu. 

## Administration
Le district de Palakkad a été créé le 1er janvier 1957 une subdivision du Kerala et est formé de six Taluks :
- Alathur,
- Chittur,
- Mannarkkad,
- Ottappalam,
- Palakkad.

Les langues officielles y sont le Malayalam ainsi que l'Anglais. Le Tamoul, parlé par plus de 6 % des habitants, est une langue minoritaire historiquement présente dans la région du fait des vagues successives de migrations de populations venues de l'état voisin, notamment les brahmanes tamouls Iyers. Le muduga est parlé par quelque 3400 locuteurs vivant dans les collines des Nilgiris.

### Transport
Exempt du barrage que sont les montagnes, Palakkad est un véritable corridor naturel entre le Tamil Nadu et le Kerala, cette configuration géographique joue un grand rôle dans la présence et le développement des transports. Le district est un important nœud ferroviaire du sud ouest, il est desservi par les autoroutes NH47, 213 et 17. L'aéroport le plus proche est celui de Coimbatore (Tamil Nadu), qui est la grande ville la plus proche, les aéroports de Calicut et de Cochin forment deux autres possibilités d'accès aérien.

## Économie
Palakkad, surnommé "Le grenier du Kerala", est le premier producteur de riz de l'état et est un district très agricole, la géographie est la principale raison de la prédominance de cette activité. La production d'énergie renouvelable est également un secteur bien adapté à l'environnement de la région, notamment les barrages hydrauliques et les parcs éoliens.